# Северокорейско-швейцарские отношения
Северокорейско-швейцарские отношения — двусторонние дипломатические отношения между Корейской Народно-Демократической Республикой (КНДР) и Швейцарией. Государства являются членами Организации Объединённых Наций. Швейцария имеет представительство в Пхеньяне, КНДР, в то время как официальные дипломатические обязательства выполняет посольство Швейцарии в Пекине, Китай. КНДР имеет посольство в Берне.

## История
По окончании Корейской войны Швейцария вошла в состав Наблюдательной комиссии нейтральных государств в Корейской демилитаризованной зоне (ДМЗ). КНДР и Швейцария имеют дипломатические отношения с 1974 года. Кроме того, Швейцария долгое время выступала в качестве посредника на переговорах между сторонами конфликта в Корее (КНДР, Южная Корея, Китай, Япония, СССР и США). В последний раз это произошло во время Корейского кризиса 2017—2018 годов. В сентябре 2017 года президент Швейцарии Дорис Лойтхард назвала свою страну способной вновь принять такие переговоры.
Считается[кем?], что нынешний руководитель КНДР Ким Чен Ын учился в школе-интернате Либефельд-Штайнхёльци в конце 1990-х годов, будучи зарегистрированным под псевдонимом.